# Хауърд Флори
 Хауърд Уолтър Флори (на английски: Howard Walter Florey) е английски патолог и бактериолог, роден в Австралия.
През 1945 г. споделя с Александър Флеминг и Ернст Борис Чейн Нобеловата награда за физиология или медицина за ролята им в откриването на пеницилина и лечебното му въздействие при различни инфекциозни болести. Смята се, че откритията на Флори са спасили живота на повече от 80 милиона души по целия свят.

## Биография
Хауърд Флори е роден в Аделейд в семейството на заможен индустриалец. От 1917 до 1921 г. следва медицина в университета в родния си град, където среща бъдещата си съпруга и сътрудничка в медицинските изследвания Етел Рийд. Флори получава стипендия да продължи следването си в Магдалин Колидж към Оксфордския университет, от който се дипломира през 1925 г. На следващата година печели конкурс за докторантура в Кеймбриджкия университет. След като известно време работи в Кеймбридж и САЩ, през 1931 г. Флори е назначен за завеждащ катедрата по патология в Университета в Шефийлд. През 1935 г. се връща в Оксфорд като професор по патология и ръководител на изследователска група.
През 1938 г. в сътрудничество с биохимиците Ернст Чейн и Норман Хийтли, Флори прави систематично проучване на свойствата на известните естествени антибактериални субстанции. Първоначален обект на техния научен интерес бил ензимът лизозим – антибактериално вещество, открито в човешката слюнка и сълзи, но впоследствие учените се ориентират към вещества, наречени антибиотици.
Така Флори и Чейн се запознават с публикация на Александър Флеминг, в която той съобщава за откритието си на антибактериалното действие на плесента Penicillium chrysogenum (остаряло название: Penicillium chrysogenum). Флеминг обаче не успява да изолира пеницилина като химически стабилен продукт в количество, достатъчно за продължаване на изследванията, заради което и се отказва от работата си в тази област. Флори, Чейн и сътрудниците им откриват нов начин за култивиране на пеницилиновата плесен и получават количество, достатъчно за изолирането на веществото в чист вид. Първите опити правят върху мишки, а през 1941 г. за първи път успешно го прилагат върху човек чрез клинично изследване, от което става ясно, че пеницилинът е с много по-ниска токсичност и по-висока ефективност от всички познати дотогава антибактериални средства.
По това време Европа е във война и има огромна нужда от подобно лекарство, но при тези условия е невъзможно промишлено производство. През юни 1941 г. Флори отпътува за САЩ, където успява да убеди американското правителство да направи солидни инвестиции в производството на пеницилин. Първите възползвали се са войниците, участващи в Десанта в Нормандия през 1944 г.
През 1945 година Хауърд Флори, Александър Флеминг и Ърнст Чейн получават Нобеловата награда за физиология или медицина.
Флори е член, а от 1960 до 1965 г. – и президент на Британското кралско научно дружество, както и член на много научни академии и организации. През 1944 г. е удостоен с рицарско звание, което през 1965 г. е повишено в титлата Барон Флори на Аделейд, щата Южна Австралия и Австралийската общност, и на Марстън, окръг Оксфорд.
След смъртта на съпругата си Етел, Флори се жени през 1967 г. за дългогодишната си колежка и асистентка в изследванията д-р Маргарет Дженингс. На следващата година умира от сърдечен удар и в негова чест е отслужена паметна служба в Уестминстърското абатство.

## Посмъртно признание
Хауърд Флори получава и посмъртни почести и признание. Дълги години лика му носи банкнотата от 50 австралийски долара, а през 2009 г. е емитирана мемориална монета от 1 долар в чест на стогодишнината от рождението му. На негово име е кръстено предградието Флори на Канбера. Институтът „Хауърд Флори“ в Университета в Мелбърн и най-голямата лекционна зала в медицинския колеж към Университета в Аделейд също носят неговото име.